# Doctor Odyssey
Doctor Odyssey es una serie de televisión estadounidense de drama médico creada por Ryan Murphy, Jon Robin Baitz y Joe Baken para ABC. Está protagonizada por Joshua Jackson, Phillipa Soo, Sean Teale y Don Johnson. La serie se estrenó el 26 de septiembre de 2024. En junio de 2025, la serie fue cancelada por defecto, tras la expiración de los contratos del reparto principal.

## Premisa
Max, un nuevo médico a bordo de un crucero de lujo, y su pequeño pero capaz equipo tratan casos médicos únicos (y entre ellos) lejos de la costa más cercana.

## Elenco y personajes

### Principales
- Joshua Jackson como el Dr. Max Bankman,[6] un médico recién contratado en un crucero de lujo conocido como The Odyssey
- Phillipa Soo como la enfermera Avery Morgan,[6] enfermera practicante en The Odyssey
- Sean Teale como el enfermero Tristan Silva,[6] un enfermero del Odyssey que anhela en secreto estar con Avery.
- Don Johnson como el Capitán Robert Massey,[6] el capitán del Odyssey

### Recurrentes
- Jacqueline Toboni como Rosie, ingeniera del Odyssey
- Marcus Emanuel Mitchell como Spencer Monroe, el primer oficial del Odyssey
- Rick Cosnett como Corey, el jefe de limpieza del Odyssey
- Laura Harrier como Vivian, la chef personal de Bethany Welles, que luego se convierte en chef del Odyssey

### Invitados
- Rachel Dratch como Mrs. Rubens, la esposa de Burt
- Tom McGowan como Burt Rubens, el primer paciente de Max en el Odyssey, al que se le diagnostica envenenamiento por yodo.
- Shania Twain como viuda que conecta con el Capitán Massey
- Chord Overstreet como Sam, un joven soltero al que diagnostican sífilis
- Gina Gershon como Lenore, la mujer del dueño del crucero
- Justin Jedlica como Ken, el muñeco Ken real
- Amy Sedaris como Bethany Welles, una experta en bienestar con muchos seguidores
- Margaret Cho como Judy, experta en bienestar
- Kelsea Ballerini como Lisa, una futura novia que celebra su boda en el Odyssey
- Margo Martindale como Ellen, la madre de Lisa
- John Stamos como Craig, el hermano menor alcohólico del Capitán Massey que lleva 15 años sobrio
- Cheyenne Jackson como Bryan, la pareja de Craig
- Caldwell Tidicue como Marsha, la drag queen favorita de Craig[7]
- Loretta Devine como Jill Manafort
- Angela Bassett como Athena Grant-Nash, sargento de patrulla de la policía de Los Ángeles y principal protagonista de la serie de televisión 9-1-1 de Ryan Murphy.[8]
- Jaclyn Smith como Delia, una mujer mayor que miente a su pareja más joven sobre el regreso de su cáncer.
- Donna Mills como Olivia, una mujer mayor que ha dado positivo a COVID-19 y que se niega a seguir las órdenes de Max de permanecer en cuarentena.

## Episodios
| N.º                                  | Título                        | Dirigido por            | Escrito por                                                                     | Fecha de emisión original | Código de prod. | Audiencia (millones) |
| ------------------------------------ | ----------------------------- | ----------------------- | ------------------------------------------------------------------------------- | ------------------------- | --------------- | -------------------- |
| 1                                    | «Pilot»                       | Paris Barclay           | Ryan Murphy, Jon Robin Baitz y Joe Baken                                        | 26 de septiembre de 2024  | 1LGV01          | 4.23                 |
| 2                                    | «Singles Week»                | Paris Barclay           | Ryan Murphy, Jon Robin Baitz y Joe Baken                                        | 3 de octubre de 2024      | 1LGV02          | 3.86                 |
| 3                                    | «Plastic Surgery Week»        | Bradley Buecker         | Ryan Murphy, Jon Robin Baitz y Joe Baken                                        | 10 de octubre de 2024     | 1LGV03          | 3.76                 |
| 4                                    | «Wellness Week»               | John J. Gray            | Joe Baken y Byron Crawford                                                      | 17 de octubre de 2024     | 1LGV04          | 2.78                 |
| 5                                    | «Halloween Week»              | Tessa Blake             | Joe Baken y Byron Crawford                                                      | 24 de octubre de 2024     | 1LGV05          | 2.60                 |
| 6                                    | «I Always Cry At Weddings»    | Paris Barclay           | Ryan Murphy y Joe Baken                                                         | 7 de noviembre de 2024    | 1LGV06          | 2.78                 |
| 7                                    | «Oh, Daddy!»                  | Crystle Roberson Dorsey | Joe Baken y Byron Crawford                                                      | 14 de noviembre de 2024   | 1LGV07          | 2.60                 |
| 8                                    | «Quackers»                    | Maggie Kiley            | Ryan Murphy y Jon Robin Baitz                                                   | 21 de noviembre de 2024   | 1LGV08          | 3.09                 |
| 9                                    | «Shark Attack!»               | Millicent Shelton       | Mike Schaub y Liz Friedman                                                      | 6 de marzo de 2025        | 1LGV13          | 3.00                 |
| 10                                   | «Shark Attack! Part 2: Orca!» | Michael Medico          | Russel Friend y Jamie Pachino                                                   | 13 de marzo de 2025       | 1LGV14          | 2.66                 |
| 11                                   | «Casino Week»                 | Jennifer Lynch          | Guion de: Tracy Taylor y Jessica Grasl Historia de: Mike Schaub y Tracy Taylor  | 20 de marzo de 2025       | 1LGV15          | 3.56                 |
| Este episodio es un cruce con 9-1-1. |                               |                         |                                                                                 |                           |                 |                      |
| 12                                   | «Sophisticated Ladies»        | Crystle Roberson Dorsey | Jon Robin Baitz y Joe Baken                                                     | 27 de marzo de 2025       | 1LGV10          | 3.46                 |
| 13                                   | «Spring Break»                | Steven Canals           | Ryan Murphy y Liz Friedman                                                      | 3 de abril de 2025        | 1LGV11          | 2.92                 |
| 14                                   | «Hot Tub Week»                | Paris Barclay           | Jessica Grasl                                                                   | 10 de abril de 2025       | 1LGV12          | 2.75                 |
| 15                                   | «Crew Week»                   | Paris Barclay           | Jamie Pachino y Jon Robin Baitz                                                 | 17 de abril de 2025       | 1LGV09          | 2.49                 |
| 16                                   | «Double-Booked»               | Our Lady J              | Jamie Pachino y Russel Friend                                                   | 1 de mayo de 2025         | 1LGV16          | 2.78                 |
| 17                                   | «The Wave»                    | Maggie Kelly            | Guion de: Jessica Grasl y Mike Schaub Historia de: Byron Crawford y Mike Schaub | 8 de mayo de 2025         | 1LGV17          | 2.52                 |
| 18                                   | «The Wave, Part 2»            | Paris Barclay           | Guion de: Joe Baken y Liz Friedman Historia de: Tracy Taylor                    | 15 de mayo de 2025        | 1LGV18          | 3.08                 |

## Producción

### Desarrollo
En marzo de 2024, ABC ordenó la producción de la serie titulada Doctor Odyssey. La serie está creada por Ryan Murphy, Jon Robin Baitz, y Joe Baken, quienes desempeñaran como productores ejecutivos junto a Joshua Jackson, Paris Barclay, Eric Paquette, Alexis Martin Woodall, Eric Kovtun, Scott Robertson, y Nissa Diederich. Las productoras involucradas en la serie son 20th Television y Ryan Murphy Television. El 27 de junio de 2025, la serie fue cancelada tras una temporada luego de que expiraran los contratos del reparto principal.

### Casting
Tras el anuncio de la serie, Joshua Jackson fue elegido como el protagonista. En abril de 2024, Don Johnson y Phillipa Soo se unieron al elenco principal de la serie. El 2 de mayo de 2024, Sean Teale se unió al elenco principal de la serie. En agosto de 2024, un adelanto de la serie reveló la aparición de Shania Twain como invitada. El tráiler oficial completo se publicó en septiembre de 2024 y reveló otras estrellas invitadas que aparecerían a lo largo de la serie, como John Stamos y Kelsea Ballerini.

### Rodaje
El rodaje de la serie comenzó en Los Ángeles en junio de 2024. Las primeras imágenes del set de grabación se dieron a conocer a la prensa en agosto de 2024.

## Lanzamiento
La serie se estrenó el 26 de septiembre de 2024.

## Recepción

### Respuesta crítica
En el sitio web de agregador de reseñas Rotten Tomatoes la serie tiene un índice de aprobación del 63%, basándose en 8 reseñas, con una calificación promedio de 5.2/10. En Metacritic, tiene una puntuación media ponderada de 66 sobre 100 basada en 5 críticas, lo que indica reseñas «generalmente favorables».

### Audiencia
| N.º | Título                        | Fecha de emisión         | ÍA (18–49) | Audiencia (millones) | DVR (18–49) | Audiencia DVR (millones) | Total (18–49) | Audiencia total (millones) | Ref(s) |
| --- | ----------------------------- | ------------------------ | ---------- | -------------------- | ----------- | ------------------------ | ------------- | -------------------------- | ------ |
| 1   | «Pilot»                       | 26 de septiembre de 2024 | 0.4/4      | 4.23                 | —           | —                        | —             | —                          | [ 11 ] |
| 2   | «Singles Week»                | 3 de octubre de 2024     | 0.3/3      | 3.86                 | —           | —                        | —             | —                          | [ 12 ] |
| 3   | «Plastic Surgery Week»        | 10 de octubre de 2024    | 0.4/4      | 3.76                 | —           | —                        | —             | —                          | [ 13 ] |
| 4   | «Wellness Week»               | 17 de octubre de 2024    | 0.3/3      | 2.78                 | 0.2         | 1.85                     | 0.4           | 4.62                       | [ 14 ] |
| 5   | «Halloween Week»              | 24 de octubre de 2024    | 0.2/2      | 2.60                 | 0.2         | 1.76                     | 0.4           | 4.36                       | [ 15 ] |
| 6   | «I Always Cry at Weddings»    | 7 de noviembre de 2024   | 0.3/3      | 2.78                 | 0.2         | 1.80                     | 0.5           | 4.59                       | [ 16 ] |
| 7   | «Oh, Daddy!»                  | 14 de noviembre de 2024  | 0.2/2      | 2.60                 | 0.2         | 1.63                     | 0.4           | 4.23                       | [ 17 ] |
| 8   | «Quackers»                    | 21 de noviembre de 2024  | 0.3/3      | 3.08                 | 0.2         | 1.60                     | 0.4           | 4.70                       | [ 18 ] |
| 9   | «Shark Attack!»               | 6 de marzo de 2025       | 0.3/4      | 3.00                 | 0.2         | 1.58                     | 0.4           | 4.59                       | [ 19 ] |
| 10  | «Shark Attack! Part 2: Orca!» | 13 de marzo de 2025      | 0.3/3      | 2.66                 | 0.2         | 1.60                     | 0.4           | 4.25                       | [ 20 ] |
| 11  | «Casino Week»                 | 20 de marzo de 2025      | 0.2/4      | 3.56                 | 0.2         | 1.63                     | 0.4           | 5.19                       | [ 21 ] |
| 12  | «Sophisticated Ladies»        | 27 de marzo de 2025      | 0.3/3      | 3.46                 | 0.2         | 1.76                     | 0.5           | 5.22                       | [ 22 ] |
| 13  | «Spring Break»                | 3 de abril de 2025       | 0.2/3      | 2.92                 | 0.2         | 1.66                     | 0.4           | 4.58                       | [ 23 ] |
| 14  | «Hot Tub Week»                | 10 de abril de 2025      | 0.3/4      | 2.75                 | 0.2         | 1.60                     | 0.4           | 4.34                       | [ 24 ] |
| 15  | «Crew Week»                   | 17 de abril de 2025      | 0.2/3      | 2.49                 | 0.1         | 1.57                     | 0.3           | 4.06                       | [ 25 ] |
| 16  | «Double-Booked»               | 1 de mayo de 2025        | 0.2/3      | 2.78                 | —           | —                        | —             | —                          | [ 26 ] |
| 17  | «The Wave»                    | 8 de mayo de 2025        | 0.2/2      | 2.52                 | —           | —                        | —             | —                          | [ 27 ] |
| 18  | «The Wave, Part 2»            | 15 de mayo de 2025       | 0.2/3      | 3.08                 | —           | —                        | —             | —                          | [ 28 ] |